# أنابيل ديفيس
أنابيل ديفيس (بالإنجليزية: Annabelle Davis)‏ هي ممثلة بريطانية، ولدت في 28 مارس 1997 في بيتربرة في المملكة المتحدة.

## وصلات خارجية
- أنابيل ديفيس على موقع IMDb (الإنجليزية)